# Nival Interactive
Nival Interactive — російський розробник відеоігор, головна студія якого розташована в Москві. Частина Nival Group.

## Ігри
- Аллоди (1998)
  - Аллоди II: Володарі душ (1999)
- Прокляті землі (СНД 2000, Європа і США 2001) (третя частина серії "Аллоди")
- Деміурги (2001)
  - Деміурги II (2003)
- Бліцкриг (2003)
  - Бліцкриг 2 (2005)
- Silent Storm (2003)
  - Silent Storm: Вартовий (2004)
- Hammer & Sickle (2005)
- Нічна варта (2005)
- Heroes of Might and Magic V (18 травня 2006)
  - Heroes of Might and Magic V: Hammers of Fate (Листопад 2006)
  - Heroes of Might and Magic V: Tribes of the East (Жовтень 2007)